# Don Omar
Don Omar, właściwie William Omar Landrón (ur. 10 lutego 1978 w San Juan) – portorykański aktor, raper, muzyk, piosenkarz, autor tekstów, kompozytor i producent muzyczny.
Współpracuje z popularnymi wykonawcami muzyki reggeaton takimi jak: Tego Calderon, Daddy Yankee i Wisin y Yandel. Jego utwory można było usłyszeć na ścieżkach dźwiękowych z takich filmów, jak "Szybcy i wściekli: Tokyo Drift", "Szybko i Wściekle", i "Szybcy i wściekli 5". Jest współautorem singlowego nagrania Ricky'ego Martina "La Mordidita" (2015).

## Dyskografia

### Albumy
- The Last Don (2003)
- King of Kings (2006)
- El Documental II (2006)
- iDon (2009)
- Meet the Orphans (2010)
- MTO2 New Generation (2012)
- The Last Don 2 (2015)
- The Last Album (2019)

### Kompilacje
- 2005: Don Omar Presenta: Los Bandoleros
- 2005: Da Hitman Presents Reggaetón Latino
- 2006: Don Omar Presenta: Los Bandoleros Reloaded
- 2007: Don Omar Presenta: El Pentágono
- 2010: Don Omar Presents: Meet the Orphans

## Filmografia
| Rok  | Tytuł               | Rola        |
| ---- | ------------------- | ----------- |
| 2009 | Szybko i wściekle   | Rico Santos |
| 2009 | Los Bandoleros      | Rico Santos |
| 2011 | Szybcy i wściekli 5 | Rico Santos |